# Hermann Rauschning
Hermann Rauschning (Thorn, West-Pruisen, 7 augustus 1887 - Portland, Oregon, 8 februari 1982) was een Duits conservatief politicus en schrijver die kort lid was van de NSDAP en regeringsleider van de Vrije stad Danzig. Hij vertrok in 1936 uit Duitsland, publiceerde kritische boeken over het naziregime en werd in 1942 Amerikaans staatsburger.

## Biografie
Rauschning was afkomstig uit de klasse van de Junkers, Pruisische militairen en landeigenaars. Op elfjarige leeftijd ging hij naar de Pruisische kadettenschool met de bedoeling om, net als zijn vader, officier te worden. Hij kon echter deze opleiding niet afmaken wegens ziekte, en maakte het Realgymnasium af te Lübeck. Rauschning studeerde vanaf 1906 muziekwetenschap aan de Ludwig Maximilians-Universiteit te München, vervolgens aan de Friedrich-Wilhelms Universiteit te Berlijn, wat hij afsloot in 1911 met een doctorstitel.
Bij het uitbreken van de Eerste Wereldoorlog meldde Rauschning zich als vrijwilliger en werd luitenant. Na afloop van de oorlog bleef hij aanvankelijk in Posen wonen, dat als Poznań deel ging uitmaken van Polen, en manifesteerde er zich als voorman van de Duitse minderheid tegen de degermanisatie. In 1926 verhuisde hij naar Danzig en werd er voorzitter van de Landbund, de belangenvereniging van kleine landeigenaars, nauw verbonden met de Duitse Nationale Volkspartij. Rauschning, die zichzelf beschouwde als een "conservatieve revolutionair", werd in 1932 lid van de Nationaalsocialistische partij, omdat hij in het programma daarvan oplossingen zag voor de Duitse problemen, onder andere een toekomstige aanhechting van Danzig bij Duitsland. 
Na de machtsovername door de nazipartij in Duitsland wonnen zij op 28 mei 1933 ook de verkiezingen in Danzig; Rauschning werd op 20 juni 1933 de voorzitter van de Senaat van de Vrije Stad Danzig, dit wil zeggen regeringsleider en de facto staatshoofd. Hij kwam er echter in een permanent conflict terecht met Gauleiter Albert Forster. Rauschning weigerde de Gleichschaltung ook in Danzig door te voeren, kwam hij in ongenade bij Adolf Hitler. Hij werd weggestemd door een motie van wantrouwen en nam daarom op 23 november 1934 ontslag als regeringsleider. Tegelijk zegde hij zijn NSDAP-lidmaatschap op. 
Bij de Danziger parlementsverkiezingen van 7 april 1935 riep hij op niet op de nazipartij te stemmen, waardoor zijn leven in gevaar kwam. Hij verkocht zijn landerijen, verhuisde naar zijn geboortegrond in Polen in 1936, vervolgens naar Zwitserland in 1937, Frankrijk in 1938 en het Verenigd Koninkrijk in 1939. In 1941 vestigde hij zich in de Verenigde Staten en verkreeg er in 1942 het staatsburgerschap. Hij kocht een landbouwbedrijf in Oregon, waar hij een nieuw leven opbouwde en op hoge leeftijd overleed.

## Exil
Tijdens zijn ballingschap publiceerde Rauschning verscheidene boeken die het naziregime bekritiseerden. In de Duitse Emigrantenliteratuur bekleedt hij een positie aan de rechterzijde. Zijn boek Die Revolution des Nihilismus werd in het Nederlands vertaald door Menno Ter Braak en in augustus 1939 uitgegeven onder de titel: De nihilistische Revolutie. Schijn en werkelijkheid in het Derde Rijk. Het vormt een analyse van het fascisme vanuit conservatief-burgerlijk perspectief, en bestempelde het als essentieel nihilistisch vanwege zijn beoogde ontchristelijking van de maatschappij.
Gespräche mit Hitler, in 1939 eerst in het Frans en het Engels gepubliceerd, werd een instant bestseller door een combinatie van de sensationele inhoud en de politieke actualiteit. Het werd in 1940 ook gepubliceerd in een Nederlandse vertaling door Ter Braak en Max Nord. In dit boek laat Rauschning Hitler in privéconversaties zijn plannen met Duitsland en Europa uiteenzetten. Sinds 1984 wordt de authenticiteit echter ernstig in twijfel getrokken. De honderd gesprekken met Hitler waarop Rauschning zich beriep konden in totaal niet langer dan 25 minuten hebben geduurd en zijn verslag bleek een samenraapsel van gepubliceerde uitspraken van anderen.
In de naoorlogse periode bleef Rauschning kritische werken publiceren, die zich nu bemoeiden met het beleid van Konrad Adenauer in de nieuwe Bondsrepubliek.

## Werken
- Geschichte der Musik und Musikpflege in Danzig. Von den Anfängen bis zur Auflösung der Kirchenkapellen. Danzig, 1931.
- Die Entdeutschung Westpreußens und Posens. Zehn Jahre polnische Politik. Berlijn, 1930.
- Die Revolution des Nihilismus. Kulisse und Wirklichkeit im Dritten Reich. Zürich / New York 1938.
- Gespräche mit Hitler. Zürich / New York, 1940.
- Die konservative Revolution. Versuch und Bruch mit Hitler. New York, 1941
- The Beast from the Abyss. Londen, 1941.
- The redemption of democracy. The coming Atlantic empire. New York, 1941.
- Men of Chaos. New York, 1942.
- Die Zeit des Deliriums. Zürich, 1947.
- Deutschland zwischen West und Ost. Berlijn/Hamburg/Stuttgart, 1950.
- Ist Friede noch möglich? Die Verantwortung der Macht. Heidelberg, 1953.
- Masken und Metamorphosen des Nihilismus – Der Nihilismus des XX. Jahrhunderts. Frankfurt am Main / Wenen, 1954.
- … mitten ins Herz – über eine Politik ohne Angst (met H. Fleig, M. Boveri, J.A. v. Rantzau). Berlijn, 1954.
- Die deutsche Einheit und der Weltfriede. Hamburg, 1955.
- Ruf über die Schwelle. Betrachtungen. Tübingen, 1955.
- Der saure Weg. Berlijn, 1958.
- Mut zu einer neuen Politik. Berlijn, 1959.

## Voetnoten
1. ↑  Chris Lorenz, De constructie van het verleden. Een inleiding in de theorie van de geschiedenis, 2008, p. 56

- Biblioteca Nacional de España: XX1410930
- Bibliothèque nationale de France: cb11921219g (data)
- CiNii: DA02033816
- Digitale Bibliotheek voor de Nederlandse Letteren: raus001
- Gemeinsame Normdatei: 118749331
- International Standard Name Identifier: 0000 0001 2103 7935
- Library of Congress Control Number: n88001733
- Bibliotheek van het Japanse parlement: 00453750
- Nationale Bibliotheek van Tsjechië: xx0008636
- Nationale Bibliotheek van Israël: 987007308096305171
- Nationale Bibliotheek van Polen: a0000001719325
- Nederlandse Thesaurus van Auteursnamen: 072001143
- SNAC: w6vj34wj
- Système universitaire de documentation: 027090566
- Trove: 954660
- Virtual International Authority File: 109425530
- WorldCat: E39PBJwxHvj9jRwp3QqvXXVcT3